# Mike Thibault
Pour les articles homonymes, voir Thibault.
Mike Thibault, né le 28 septembre 1950, est un entraîneur américain de basket-ball, actuellement en poste auprès de l'équipe féminine de Belgique.

## Carrière
À sa sortie de Saint Martin's University (en) en 1979, Thibault rejoint l'encadrement des Lakers de Los Angeles en National Basketball Association, pour qui il devient "scout" et après 1980, directeur du "scouting" et entraîneur assistant; les Lakers remportèrent deux titres de champions durant cette période.
Thibault quitte les Lakers pour les Bulls de Chicago en 1982 occupant alors les mêmes fonctions qu'aux Lakers; sous les ordres de Thibault, l'équipe sélectionne lors de la draft Michael Jordan, mais aussi Charles Oakley et acquiert John Paxson, ces joueurs contribuant aux six titres de champions NBA des Bulls entre 1991 et 1998.
Thibault quitte la NBA pour la World Basketball League (en) en 1988 et devient entraîneur durant deux saisons et general manager à Calgary, remportant le trophée d'entraîneur de l'année en 1988.
En 1989, Thibault commence une carrière de huit années en tant que general manager et entraîneur des Racers d'Omaha (en) en Continental Basketball Association, menant l'équipe en playoffs lors de chaque saison; l'équipe remportant le titre en 1993 et atteignant la finale en 1994.
Durant cette période, Thibault travaille pour USA Basketball en tant qu'entraîneur de l'équipe nationale américaine, vainqueur du tournoi de qualification 1993 pour les championnats du monde 1994 et médaille d'argent aux Jeux panaméricains 1995.
Thibault revient en NBA lors de la saison 1997-1998 jusqu'en 2003, en tant que « scout » et entraîneur assistant pour les Hawks d'Atlanta, les Knicks de New York et les Supersonics de Seattle et les Bucks de Milwaukee en tant que superviseur et assistant de George Karl.
Thibault est engagé par le Sun du Connecticut en mars 2003 afin de remplacer Dee Brown. Il remporte le trophée d'entraîneur WNBA de l'année lors de la saison 2006, quand il mène le Sun en finale de la Conférence Est.
En 2008, il est entraîneur assistant de l'équipe olympique américaine aux JO de Pékin.
Le Sun se sépare de lui fin 2012. Quelques semaines plus tard, les Mystics l'engagent comme general manager et entraîneur. Ramenant les Mystics en play-offs pour sa première année à Washington, il est nommé entraîneur WNBA de l'année 2013.
Aux Mystics, il montre une nouvelle fois son talent pour tirer le meilleur d'une jeune équipe avec en 2016 seulement deux joueuses ayant plus de trois saisons d'expérience avec un bilan équilibré de 9 victoires sur 18 rencontres et une seconde place dans la Conférence Est. En juillet 2018, il devient le premier entraineur de la WNBA à enregistrer 300 victoires.
En octobre 2024, les Mystics remercient Mike Thibaut et son fils Eric (en), à qui il avait confié la charge d'entraîneur principal en 2023, après une saison WNBA 2024 sans playoffs pour la première fois depuis 2021.
En janvier 2025, il est nommé sélectionneur de l’équipe nationale féminine de Belgique,. Sous sa houlette, la Belgique gagne l'Eurobasket 2025, sur une victoire 67-65 contre l'Espagne, réalisant un doublé après leur victoire de 2023. Ce n'est que la troisième fois qu'une équipe féminine parvient à obtenir deux victoires consécutives au championnat d'Europe féminin de basket, après l'Union soviétique et l'Espagne (2017-2019). 